# Pajzsos varjú
A pajzsos varjú (Corvus albus) a madarak osztályának verébalakúak (Passeriformes) rendjébe és a varjúfélék (Corvidae) családjába tartozó faj.

## Rendszerezése
A fajt Philipp Ludwig Statius Müller német zoológus, ornitológus és entomológus írta le 1776-ban.

## Előfordulása
Afrikában, a Szahara alatti részeken honos. Az afrikai kontinens mellett előfordul Madagaszkár, a Comore-szigetek, Aldabra, az Assumption-sziget, a Cosmoledo-sziget, az Astove-sziget, Zanzibár, Pemba és Bioko szigetén is. 
Természetes élőhelyei a szubtrópusi vagy trópusi száraz erdők, gyepek és szavannák, tavak, folyók és patakok környezetében, valamint legelők, ültetvények, szántóföldek, vidéki kertek és városi régiók. Állandó, nem vonuló faj.

## Megjelenése
Testhossza 45 centiméter, testtömege 491-612 gramm,
|  |

## Természetvédelmi helyzete
Az elterjedési területe rendkívül nagy, egyedszáma pedig stabil. A Természetvédelmi Világszövetség Vörös listáján nem fenyegetett fajként szerepel.

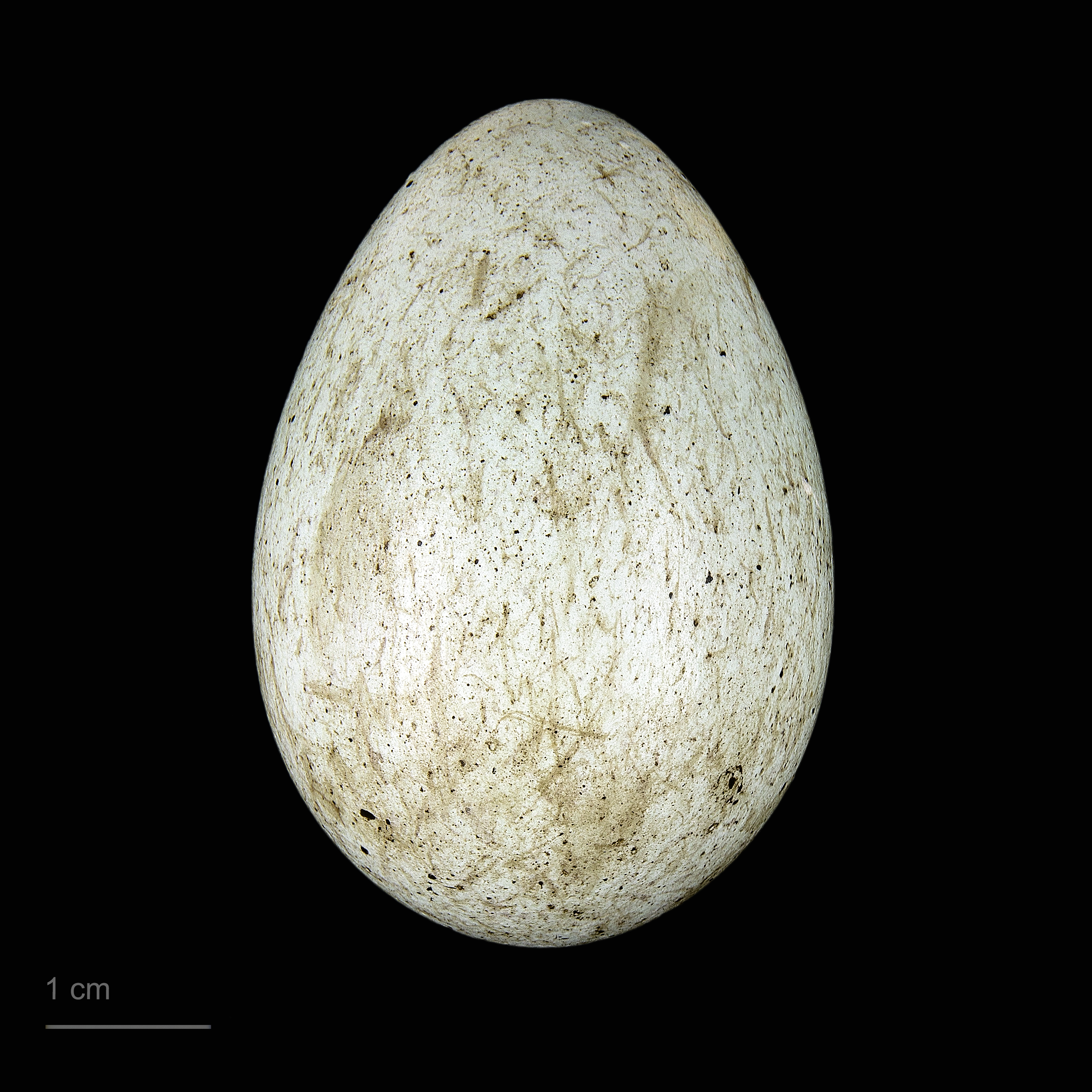
Corvus albus